# 에슬뢰브시

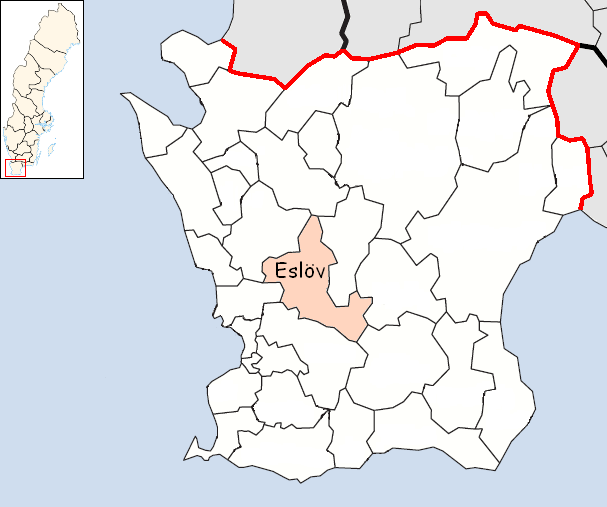
에슬뢰브 시의 위치

에슬뢰브시(스웨덴어: Eslövs kommun)는 스웨덴 스코네주에 위치한 지방 자치체로 행정 중심지는 에슬뢰브이며 면적은 424.68km2, 인구는 32,878명(2016년 12월 31일 기준), 인구 밀도는 77명/km2이다.

시 문장